# Saint-Aignan-des-Gués
Saint-Aignan-des-Gués is een plaats en voormalige gemeente in het Franse departement Loiret in de regio Centre-Val de Loire en telt 340 inwoners (2009). De plaats maakt deel uit van het arrondissement Orléans.

## Geschiedenis
Saint-Aignan-des-Gués is op 1 januari 2017 gefuseerd met de gemeente Bray-en-Val tot de gemeente Bray-Saint-Aignan. 

## Geografie
De oppervlakte van Saint-Aignan-des-Gués bedraagt 3,8 km², de bevolkingsdichtheid is 89,5 inwoners per km².
De onderstaande kaart toont de ligging van Saint-Aignan-des-Gués met de belangrijkste infrastructuur en aangrenzende gemeenten.

## Demografie
Onderstaande figuur toont het verloop van het inwonertal (bron: INSEE-tellingen).